# Austrian Journal of Statistics
Das Austrian Journal of Statistics ist eine statistische Fachzeitschrift, die von 1997 bis 2020 in gedruckter Form und parallel als Online-Ausgabe erschien und seit 2021 nur noch in elektronischer Form als open-access journal mit kostenfreiem Zutritt veröffentlicht wird.

## Geschichte und Vorgängerzeitschriften
Von 1971 bis 1982 erschien das Mitteilungsblatt der Österreichischen Gesellschaft für Statistik und Informatik mit den Bandnummern 1 bis 12 als Organ der Österreichischen Gesellschaft für Statistik und Informatik. Nach der Umbenennung der Gesellschaft in Österreichische Statistische Gesellschaft erschien von 1983 bis 1984 mit den Bandnummern 13 und 14 das Mitteilungsblatt / Österreichische Gesellschaft für Statistik.
Von 1985 bis 1994 erschien mit den Bandnummern 15 bis 23 die Österreichische Zeitschrift für Statistik und Informatik (ZSI).
Von 1995 bis 1997 erschien mit den Bandnummern 24 bis 26 die Österreichische Zeitschrift für Statistik (ÖZSTAT, Organ der Österreichischen Statistischen Gesellschaft).
Im Jahr 1997 erfolgte die Umbenennung in Austrian Journal of Statistics. Unter diesem Namen erschien die Zeitschrift bis zum Jahr 2020 in gedruckter Form und parallel als Online-Ausgabe. Ab 2021 entfiel die gedruckte Fassung und die Zeitschrift erschien nur noch in elektronischer Form als open-access journal mit kostenfreiem Zugang.

## Herausgeber
Im Jahr 2014 löste Matthias Templ den bisherigen Herausgeber Herwig Friedl ab. Er war auch noch im Jahr 2025 Herausgeber.